# Biglen

Pfarrhaus und Kirche, Aquatinta von Jakob Samuel Weibel (1825)

Biglen (berndeutsch Bigle [ˈb̥ɪklə]) ist eine politische Gemeinde im Verwaltungskreis Bern-Mittelland des Kantons Bern in der Schweiz.

## Geographie
Biglen liegt im oberen Teils des Bigentals, welches zur geographischen Region Emmental gehört. Nebst dem Dorf, das vom Biglenbach durchflossen wird, gehören der Weiler Änetbach nördlich des Dorfs sowie zahlreiche Häusergruppen und Einzelgehöfte zur Gemeinde. Mit Ausnahme kleiner Waldstücke am Enggist, am Adlisberg (höchster Punkt der Gemeinde mit 905 m ü. M.) und am Biglenbach gibt es keine Waldflächen. Vom Gemeindeareal von 361 ha sind 278 ha (75,7 %) landwirtschaftliche Nutzfläche, 63 ha (19,0 %) Siedlungsfläche, nur 18 ha (5,0 %) Wald und Gehölz und 2 ha (0,3 %) unproduktive Fläche.
Die Gemeinden Arni, Grosshöchstetten, Walkringen und Worb sind Nachbargemeinden von Biglen.

## Bevölkerung
| Jahr | Einwohner |
| ---- | --------- |
| 1764 | 495       |
| 1850 | 930       |
| 1910 | 960       |
| 1941 | 1'251     |
| 1950 | 1'299     |
| 1970 | 1'542     |
| 1980 | 1'437     |
| 1990 | 1'638     |
| 2000 | 1'790     |
| 2005 | 1'780     |
| 2010 | 1'762     |
| 2015 | 1'740     |
| 2022 | 1'852     |

Zwischen 1764 und 1850 verdoppelte sich die Einwohnerzahl nahezu (+ 87,9 %). Danach stagnierte sie bis 1910, um anschliessend bis 1941 stark anzusteigen (1910–1941: +30,3 %). Einen weiteren Wachstumsschub gab es zwischen 1950 und 1970 (+ 18,7 %). Nach einem Bevölkerungsrückgang in den 1970er Jahren wuchs die Bevölkerung von 1980 bis 2000 (+ 24,6 %) auf einen Bevölkerungshöchststand an. Seither stagniert die Zahl der Bewohner.

### Sprachen
Die Bevölkerung spricht im Alltag eine hochalemannische Mundart. Bei der letzten Volkszählung im Jahr 2000 gaben 94,86 % Deutsch, 1,45 % Italienisch und 1,28 % Albanisch als Hauptsprache an.

### Religionen – Konfessionen
In früheren Zeiten gehörten alle Bewohner der evangelisch-reformierten Landeskirche an. Durch Zuwanderung aus anderen Regionen der Schweiz und dem Ausland hat sich dies geändert. Heute (Stand 2000) sind 81,90 % evangelisch-reformierte, 8,88 % römisch-katholische und 0,45 % andere Christen. Ausserdem findet man 2,68 % Konfessionslose, 2,12 % Muslime und 0,61 % Hindus. 3,35 % der Bevölkerung verweigerten die Angabe der Religionszugehörigkeit. Die Muslime sind meist türkischer, albanischer und kurdischer Herkunft. Bei den Hindus handelt es sich um Personen tamilischer Herkunft.

### Herkunft – Nationalität
Am 30. November 2015 waren von den 1'740 Einwohnern 1'606 Schweizer Staatsangehörige und 134 Zugewanderte aus dem Ausland (7,7 %). Bei der letzten Volkszählung waren 1'656 Schweizer Staatsangehörige (=92,51 %), davon 33 Doppelbürger. Die grössten Einwanderergruppen kommen aus Serbien-Montenegro (meist Albaner), Italien, Deutschland, Sri Lanka und der Türkei.

## Politik

### Gemeinderat
Bei den Wahlen vom 26. November 2023 wurden 6 Mitglieder des Gemeinderates für die Legislaturperiode 2024–2027 gewählt
- Patrik Kestenholz, Mitte, 625 Stimmen, bisher
- Martin Schöni, SVP, 481 Stimmen, bisher
- André Durand, SVP, 300 Stimmen, neu
- Sascha Bleuler, SP (parteilos), 272 Stimmen, neu
- André Wyler, Mitte, 272 Stimmen, neu
- Stefan Gerber, SVP, 210 Stimmen, neu

Urs Schweizer (parteilos) wurde bereits am 18. Juni 2023 zum Gemeindepräsident gewählt. Er übernahm das Amt von Guido Heiniger (BDP/Mitte).

### Nationale Wahlen
Bei den Nationalratswahlen 2023 betrugen die Wähleranteile in Biglen (in Klammern die Veränderung im Vergleich zu den Wahlen 2019 in Prozentpunkten): SVP 39,12 % (+2,12), Mitte 17,12 % (+0,08), SP 14,26 % (+2,12), glp 6,95 % (−1,02), FDP 5,28 % (−0,70), EVP 5,20 % (+0,71), EDU 5,20 % (+1,84), Grüne 4,18 % (−2,74), Weitere 2,68 % (−2.42).

## Wirtschaft

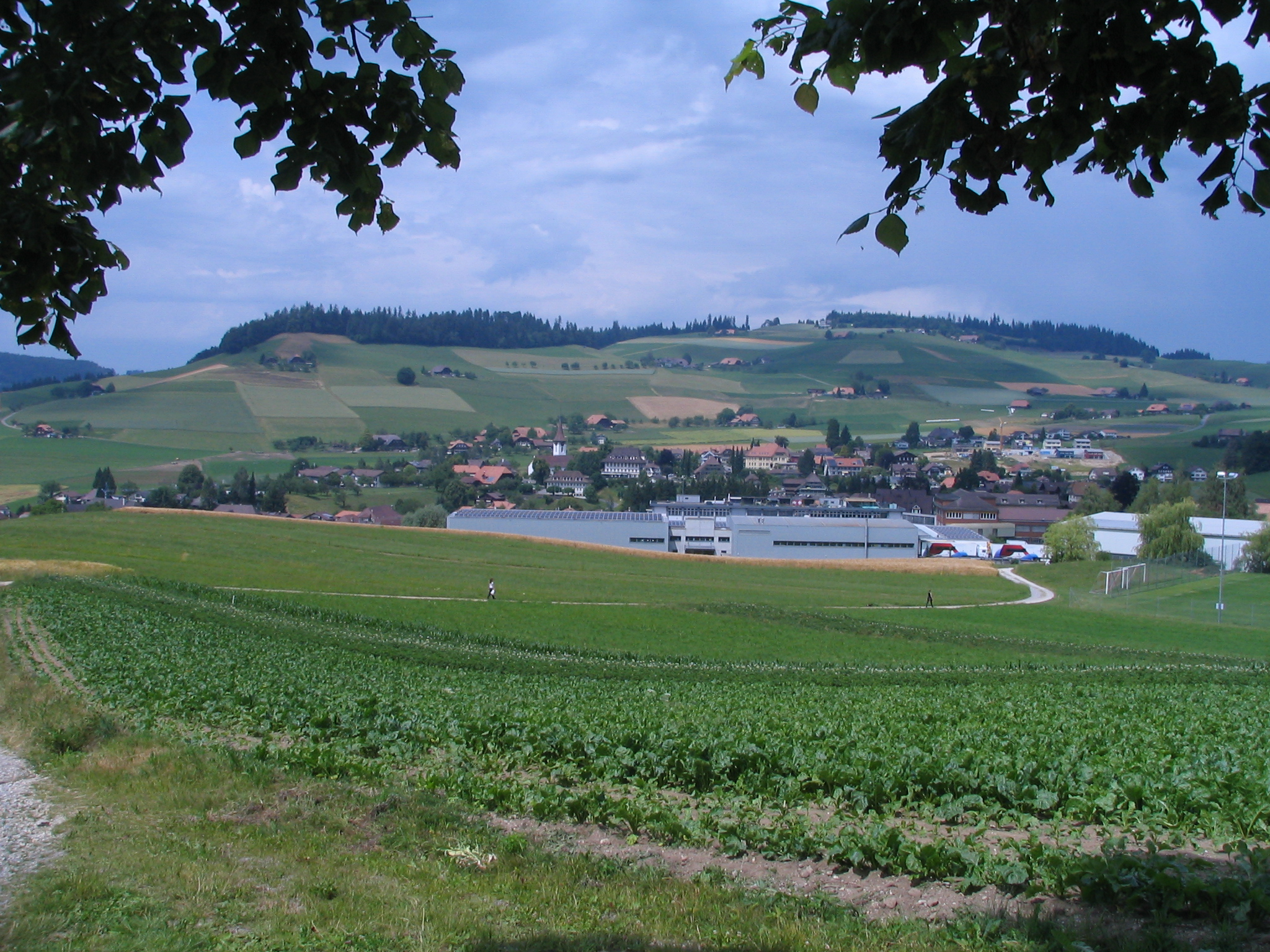
Biglen von Süden aus gesehen

Flugaufnahme 1958

Bis ins 18. Jahrhundert dominierte der Getreideanbau. Seit dem 19. Jahrhundert leben die Landwirte vorwiegend von der Viehhaltung. Deshalb entstand 1828 eine erste Talkäserei in Änetbach. Derzeit gibt es noch 21 Landwirtschaftsbetriebe (im Jahr 2000 noch 27). 2001 gab es 24 Industrie- und Gewerbebetriebe und 53 Dienstleistungsbetriebe. Grösster Arbeitgeber ist die Bigla AG. Von den (Stand 2000) 690 Erwerbstätigen in Biglen sind 296 Einheimische und 394 Zupendler. Gleichzeitig gab es unter den 973 Einheimischen 677 Wegpendler (69,6 %).

## Verkehr
Biglen liegt an der Bahnlinie Thun–Burgdorf–Solothurn der BLS und hat einen eigenen Bahnhof. Die Gemeinde ist ausserdem durch verschiedene Buslinien mit der Umgebung verbunden und ist seit Juni 2017 Ausgangspunkt der ersten Postautolinie mit historischen Fahrzeugen der Schweiz. Der Ort ist dank der Strasse Konolfingen–Hasle-Rüegsau erreichbar. Die nächstgelegenen Autobahnanschlüsse sind Rubigen und Muri an der A6.

## Geschichte
Im Dorf wurden Funde aus der Römerzeit ausgegraben. In historischer Zeit gibt es eine erste Erwähnung in einer Urkunde vom 18. Juli 1236 unter dem Namen Biglun. Heinrich von Biglen vergabte den Kirchensatz und die Niedere Gerichtsbarkeit vor 1359 dem Niedern Spital in Bern. Bern inkorporierte das Niedergericht 1422 nach Landiswil, später auch Obergoldbach, und unterstellte das erweiterte Niedergericht Biglen 1529 der Landvogtei Signau. Von 1798 bis 1803 gehörte Biglen zum helvetischen Distrikt Grosshöchstetten, seit 1803 gehört es zum Amtsbezirk Konolfingen im 2010 geschaffenen Verwaltungskreis Bern-Mittelland.

## Wappen
| Wappen von | Blasonierung: «Geteilt von Rot und Silber, rechtsschräg überdeckt von einem Doppelkreuz in gewechselten Farben.» |
| Wappen von | Wappenbegründung: Die Gemeinde führt das Wappen in der heutigen Form seit 1945. Vor 1945 war das Wappen geteilt von Rot und Silber, linksschräg belegt mit einem schwarzen Doppelkreuz. Das Doppelkreuz stammt aus dem Wappen des Burgerspitals Bern, dem Biglen bis 1847 zehntpflichtig war. Das Wappen des Burgerspitals Bern vereinigt seit 1715 die beiden Wappen der zu diesem Zeitpunkt vereinigten Spitäler Oberer Spital und Grosser Spital. Das silberne Doppelkreuz auf schwarzem Grund ist das Wappen des Oberen Spitals (ehemals Heiliggeist-Spital, geführt durch die Hospitaliter vom Heiligen Geist). Kirchensatz und Niedergericht Biglen gelangten vor 1359 in den Besitz des Niedern Spitals (später Grosser Spital) in Bern. |

## Schulen
Biglen verfügt über alle Bildungseinrichtungen vom 2-jährigen Kindergarten über die Primarschule bis zur Real- und Sekundarschule. Seit August 2010 führt Biglen auch eine Tagesschule.

## Sehenswürdigkeiten
Der historische Dorfkern mit der spätgotischen Kirche aus dem Jahr 1521, das Kirchgemeindehaus, das Pfarrhaus, der Zehntenspeicher von 1680, das Gasthaus und das Gemeindehaus (ein Bauernhaus, welches in früheren Jahren als Primarschulhaus genutzt wurde), sind Sehenswürdigkeiten Biglens.

## Persönlichkeiten
- Rosina Gschwind-Hofer (1841–1904), Lehrerin und Frauenrechtlerin, geboren in Biglen
- Rudolf Luginbühl (1854–1912), Historiker und Hochschullehrer
- Samuel Lutz (1674–1750), reformierter Pfarrer
- Ludwig Rütimeyer (1825–1895), Paläontologe, geboren in Biglen
- Michael Schüppach (1707–1781), «Wunderdoktor», geboren auf dem Bauerngut Hinter-Habchegg bei Biglen